# تصاویر لحظه‌ای رگتایم
تصاویر لحظه‌ای رگتایم (انگلیسی: Ragtime Snap Shots) یک فیلم کمدی صامت کوتاه به کارگردانی هال روچ است که در سال ۱۹۱۵ منتشر شد. از بازیگران این فیلم می‌توان به هارولد لوید، اسناب پالرد، ارل موهان و ببه دنیلز اشاره کرد.